# Єврейський цвинтар (Кишинів)
Єврейський цвинтар є одним з найстаріших кладовищ у місті Кишинів, столиці Республіки Молдови. Кладовище є пам'яткою історії і мистецтва національного значення, що розташована на вулиці Мілано, у районі Буюкань. Функціонує з 1887 року, хоча перші поховання датуються початком XIX сторіччя, та інші джерела приписують йому вік від 200 до приблизно 300 років.
Під час другої світової війни були нанесені значні ушкодження східній частині кладовища. У 1958 році, його територія була поділена на дві частини, одна з яких надалі була перетворена владою на сільськогосподарський ринок. Приблизно 1960 року, східна частина цвинтаря була знесена, а надгробки були розбиті і використовувалися у майбутньому для побудови муру навколо західної його частини, для потреб інших кишинівських кладовищ, а також для брукування алей у сучасному парку «Алунелул», що сусідує із цвинтарем. На території колись зайнятій кладовищем, були також споруджені тенісні корти та багатоповерхівки.
У різних джерелах вказується різний розмір збереженої частини кладовища. Воно простягається площею 11, 12 або 15 га і містить приблизно 24 тисячі або понад 40 тисяч поховань. На цвинтарі знаходиться монумент, присвячений жертвам Кишинівського погрому, біля якого знаходиться могила Лейба Єгуди Цирельсона, який був найвидатнішим рабином Бессарабії протягом багатьох десятиліть. У тому ж місці розташована єдина в Молдові цвинтарна синагога, нині зруйнована. На території кладовища знаходиться велика кількість поховань та старовинних монументів більш ніж сторічної давності. На могилі одного пілота встановлений монумент з пропелером, що крутиться й до сьогодні.
Поточний стан кладовища є катастрофічним. Агентство по інспекції і реставрації пам'ятників Молдови оцінило стан цвинтаря як сильно занедбаний. Всі могили покинуті напризволяще, за винятком тих, за які оплачується щорічно обумовлена сума грошей. Доглядом за територією займається єврейська громада міста та, формально, мерія. Регулярно відбуваються заходи з прибирання організовані волонтерами. На цвинтарі проводяться туристичні екскурсії. Час від часу, могили піддаються актам вандалізму від угруповань місцевих неонацистів
Поховання на цвинтарі відбуваються й донині; тільки у період з 1978 по 1993 рік, вони були заборонені. У 1993 році, у парку «Алунелул» було встановлено меморіал, що увічнює пам'ять про погром 1903 року. У 2015 році, у 70-ті роковини звільнення концентраційного табору Аушвіц, мерія Кишиневу оголосила що цвинтар буде відреставровано.

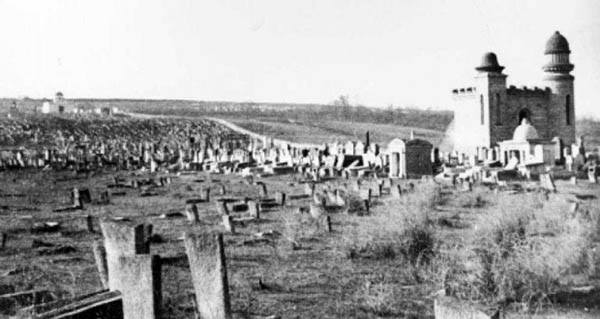
Історичне фото
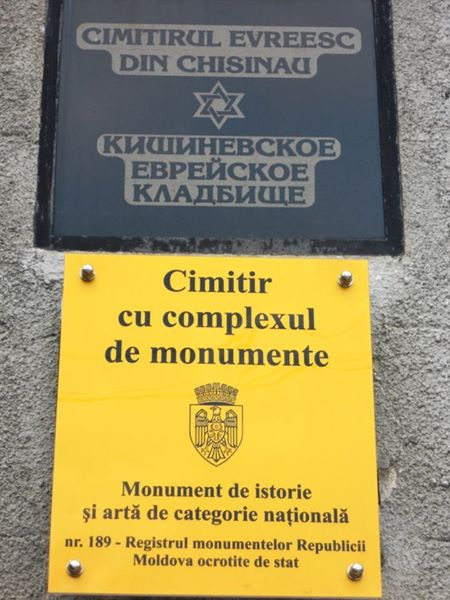
Інформаційні таблички
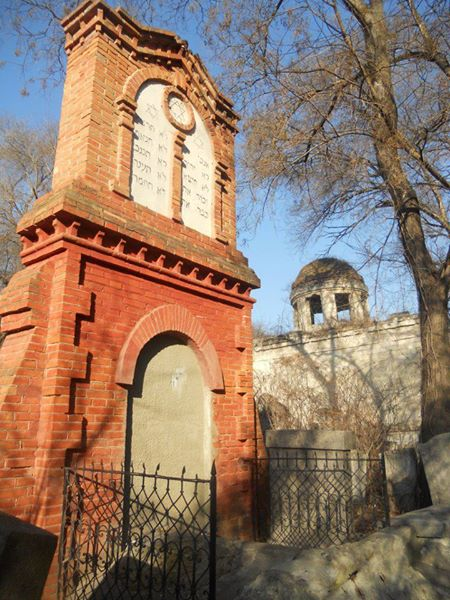
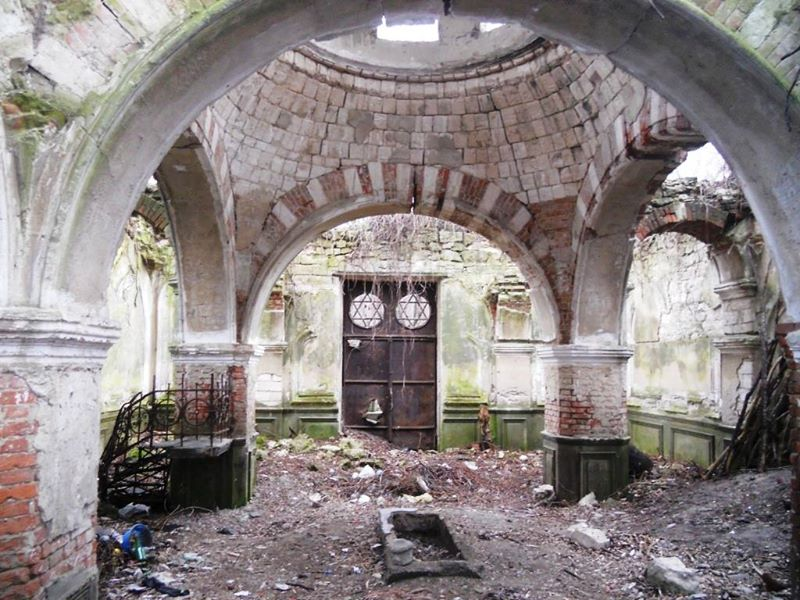
Інтер'єр каплиці
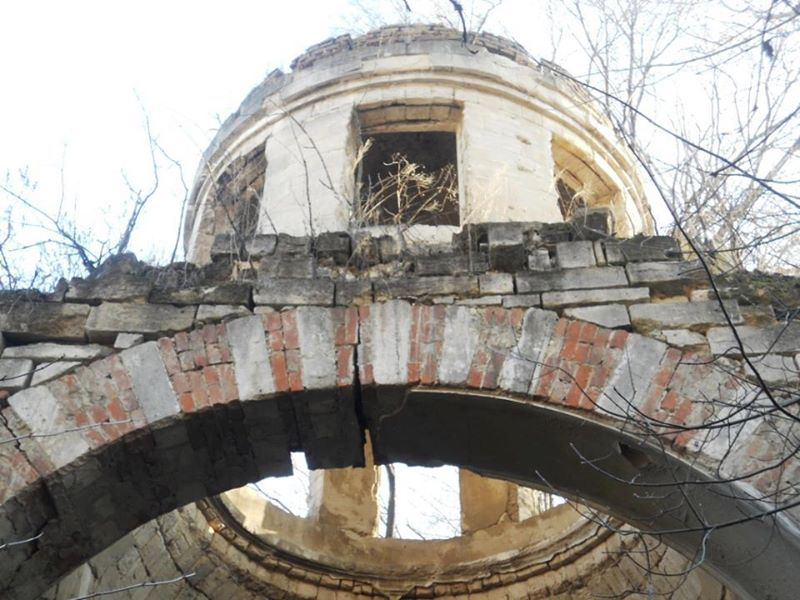
Дах каплиці
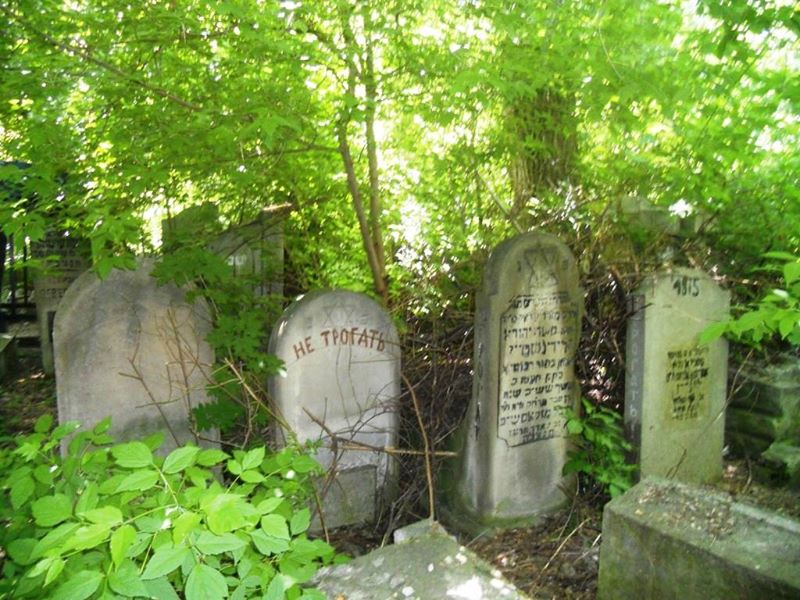
На одному з надгробків написано російською «Не доторкатись!»
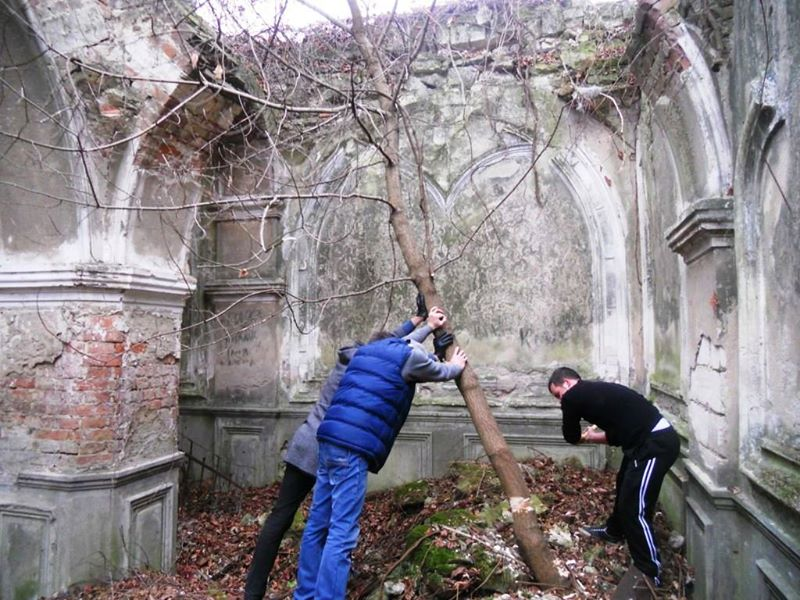
Акція з прибирання
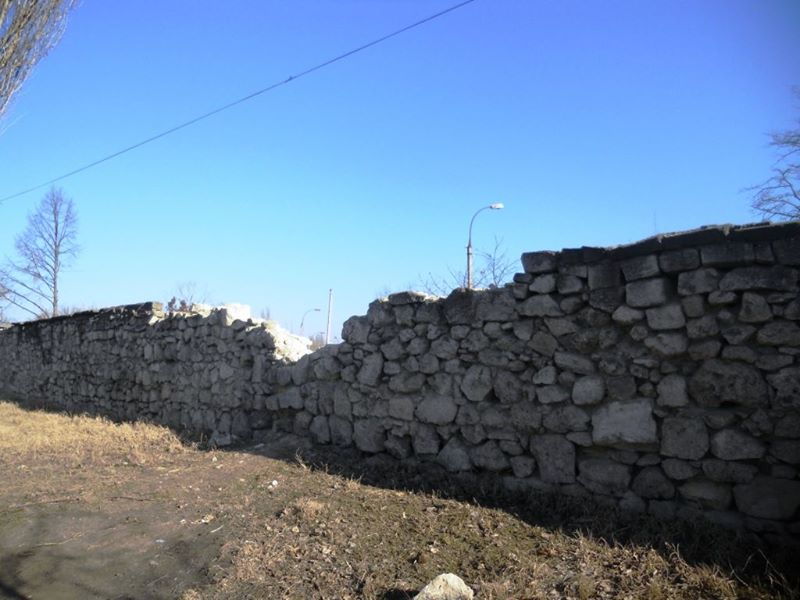
Мур навколо кладовища